# Hier is... Adriaan van Dis
Hier is… Adriaan van Dis (deutsch Hier ist … Adriaan van Dis) ist eine niederländische Talkshow der Rundfunkgesellschaft VPRO mit Gästen aus aller Welt, darunter Künstler, Schriftsteller und Wissenschaftler. Moderator ist der niederländische Schriftsteller Adriaan van Dis. Die Sendung wurde erstmals im Jahr 1983 im Theater De Ysbreeker in Amsterdam aufgezeichnet. Die Gespräche wurden auf Niederländisch und auf Englisch geführt. 1986 erhielt Van Dis den Zilveren Nipkowschijf für das beste Fernsehprogramm. Van Dis’ Talkshow wurde 1987 unter dem Titel Van Dis in de Balie und später unter Van Dis in de IJsbreker fortgesetzt. Letztere lief bis zum 3. Mai 1992.

## Geschichte
Hier is… Adriaan van Dis war ursprünglich nicht als Sendung über Bücher und Schriftsteller geplant, sondern als Talkshow mit vielen verschiedenen Gästen. In einem Brief mit dem Titel La formula c’est moi stellte Adriaan van Dis dem Rundfunkregisseur Arend Jan Heerma van Voss seine Idee für das Programm vor. Es sollte eine spannende Talkshow werden, die von einer Persönlichkeit geleitet wird, die trotzt und widerspricht und mitdenkt. Die Gäste sollen geschätzt und ernst genommen werden.
Die erste Sendung wurde am 16. März 1983 ausgestrahlt und mit dem Schriftsteller Hugo Claus eröffnet. Dieser sprach über seine jungen Jahre, seine Erlebnisse mit Nonnen und über den katholischen Glauben. Die Schriftstellerin Charlotte Mutsaers und der damals zwölfjährige Daniel van der Velde, ein Zeichner und Leser militärischer Kampfstudien, waren ebenfalls zu Gast.
Die Talkshow von Van Dis wurde insgesamt achtmal im Jahr ausgestrahlt. Da immer mehr Schriftsteller eingeladen wurden, wurde 1985 der Untertitel boekenprogramma (deutsch: Buchprogramm) gewählt. Nach neun Jahren wurde die letzte Episode am 3. Mai 1992 gezeigt. Insgesamt zweiundsiebzig Stunden war die Sendung lang. Im Buchhandel haben die Leute lange über den sogenannten Van-Dis-Effekt geredet. Schriftsteller, die Gäste von Van Dis waren, sahen oft, dass ihre Werke am nächsten Tag im Buchladen deutlich besser verkauft wurden.

## Rezeption
Trotz des Lobes, das das Programm viele Jahre später erhielt, wurde die Sendung in den damaligen Zeitungen kritisiert. Kritikpunkte waren beispielsweise, dass das Programm zu elitär sei. Die Kleidung und der Akzent von Van Dis wurden ebenfalls kritisiert. In diesen Tagen sah die schriftliche Presse das Fernsehen hauptsächlich als Konkurrenten; und kritisierte insbesondere die seltenen Versuche, Kultur auf den Bildschirm zu bringen.
Van Dis stellte sich die Zielgruppe jedoch nicht als eine intellektuelle oder kulturelle Elite vor, sondern sah in ihr den achtzehnjährigen Studenten, der er einst war, einen mühsamen Leser, mit einem Hunger nach Wissen. Er bemühte sich, Schriftsteller und deren Ideenwelt vorzustellen, in der Hoffnung, dass der Betrachter dessen Werke anschließend gerne kennenlernen würde. Obwohl er die Bedeutung von Büchern nicht überschätzen wollte, wies er darauf hin, dass Literatur neben Entspannung auch Aufregung verursachen könne. Mit etwas Glück lasse ein gutes Buch die Menschen die Welt anders sehen.

## Hundert Gespräche
Im Mai 2008 wählte Regisseurin Ellen Jens aus den über 200 Interviews, die im Programm durchgeführt wurden, eine Auswahl von 100 aus, die in 30 neue einstündige Folgen aufgeteilt wurden. Vor jeder Folge erinnert sich Adriaan van Dis an die Gäste. Die Folgen wurden auf einer fünfteiligen DVD-Box veröffentlicht.
- Folge 1: Hugo Claus; Charlotte Mutsaers; Daniël van der Velden; Fay Weldon
- Folge 2: Edward Albee; Roberta Alexander; Ryszard Kapuściński, Willem Frederik Hermans
- Folge 3: Andreas Burnier; Roland Topor; Beate Klarsfeld; Renate Rubinstein
- Folge 4: Ivo Pogorelich; Mario Vargas Llosa; Willem Oltmans
- Folge 5: Dith Pran; Hans van Manen; Frederick Forsyth, Brigitte Kaandorp, Roald Dahl
- Folge 6: Hans-Walter Kramski; Rosa von Praunheim; Charlotte Rampling; Roberto Benigni
- Folge 7: Isabel Allende; Germaine Greer; Gerard Reve
- Folge 8: Joseph Heller; Maarten 't Hart; Neeltje Maria Min, Robert Hughes
- Folge 9: Keri Hulme; Maarten Biesheuvel, Eva Biesheuvel; Daniel Cohn-Bendit
- Folge 10: Gilbert & George; Johan Polak; Redmond O’Hanlon
- Folge 11: Frank Martinus Arion; Hubert Reeves; Dalai Lama
- Folge 12: Gerhard Durlacher
- Folge 13: Elfriede Jelinek; Robert McNamara; Ischa Meijer, Harry Mulisch
- Folge 14: Nadine Gordimer & Lewis Nkosi; Paul Crutzen; Oliver Sacks & Lowell Handler
- Folge 15: Victorine Herting, Maya Angelou, Simon Schama
- Folge 16: Helga Ruebsamen; Willem Leonard Brugsma; Salman Rushdie
- Folge 17: Isabella van Eeghen; Willem Wilmink, Shere Hite
- Folge 18: Piet C. Kuiper; Richard Holmes; Hugo Claus
- Folge 19: Jeremy Paxman; Jaap van Heerden; Jorge Guillermo; Annie Cohen-Solal
- Folge 20: Philip Metcalfe; Cees Nooteboom; James Purdy
- Folge 21: Astrid Lindgren; Stephen Spender; Karel van het Reve
- Folge 22: A. den Doolaard; Hans Magnus Enzensberger; Umberto Eco
- Folge 23: Michel Tournier; Hella Haasse; David Grossman
- Folge 24: Adriaan Morriën; Nawal El Saadawi; Frans Pointl
- Folge 25: V.S. Naipaul; Eric de Kuyper; Annie M.G. Schmidt
- Folge 26: Ben Okri; Benoîte Groult; Salman Rushdie
- Folge 27: Willem Frederik Hermans; Julian Barnes; Gore Vidal
- Folge 28: Hans Warren; Peter Ustinov; John Berger
- Folge 29: Marten Toonder; Andreas Sinakowski
- Folge 30: Martin Amis; A.F.Th. van der Heijden; Martha Gellhorn

## DWDD Heimwee
Von 2013 bis 2018 brachte Van Dis am Vorabend jeder Boekenweek eine einmalige Sendung heraus. Dieses geschah in Zusammenarbeit mit der Fernsehsendung De Wereld Draait Door des DWDD Heimwee Verlages. Ursprünglich war eine einmalige Sendung geplant. Matthijs van Nieuwkerk drängte jedoch auf die Produktion von mehreren Folgen. So wurden insgesamt sieben neue Folgen ausgestrahlt. Obwohl die Folge mit Stephen Fry aus dem Jahr 2018 die letzte Folge der Sendung sein sollte, machte Van Dis 2020 eine Ausnahme und zeichnete eine neue Folge mit dem Schriftsteller Yuval Noah Harari auf.
In den sieben Sendungen waren folgende Autoren zu Gast bei DWDD Heimwee:
- 14-03-2013: Judith Schalansky; Clive Stafford Smith; Maarten Biesheuvel, Eva Biesheuvel;
- 06-03-2014: Juan Gabriel Vásquez; Helga Ruebsamen; Simon Schama
- 05-03-2015: Salomon Kroonenberg; Jhumpa Lahiri; Howard Jacobson
- 10-03-2016: Rodaan al-Galidi; Katja Petrowskaja; Andrew Solomon
- 23-03-2017: Jaap Robben; Paul Beatty; Hilary Mantel
- 08-03-2018: Ghayath Almadhoun; Anne Vegter; Stephen Fry
- 04-02-2020: Yuval Noah Harari